# Цыбиков, Доржи Санжеевич
Цы́биков, Доржи́ (Доржа) Санже́евич (1900—1982) — советский общественный и политический деятель.

## Биография
В семье было 12 детей, из них Доржа был старшим. В 1924 году вступил добровольцем в ряды Красной Армии. В базовом образовании владел старо-монгольской письменностью. В 1925 году с отличием окончил полковую кавалерийскую школу. Проходил службу в рядах отдельной Бурят-Монгольской кавалерийской дивизии. Окончил курсы среднего командного состава, работал заместителем командира кавалерийской бригады по снабжению.
В 1936 году в составе делегации от Бурят-Монгольской АССР Цыбиков участвовал в работе VIII Чрезвычайного съезда Советов, утвердившего Конституцию СССР. 12 декабря 1937 года состоялись выборы в Верховный Совет СССР. Цыбиков был избран своими земляками-тункинцами депутатом Верховного Совета СССР. В тот же год был награждён орденом «Знак Почёта».
В 1938 году Бурят-Монгольская кавалерийская дивизия была расформирована и Цыбиков был назначен военкомом Тункинского объединённого военного комиссариата. Будучи военкомом, Доржа Санжеевич одновременно занимался на двухгодичных курсах высшего командного состава Красной Армии в Академии имени Фрунзе (Москва).
В 1941 году из-за тяжёлой болезни майор Цыбиков ушёл в отставку. Лечился в Иркутске, был политкомиссаром железнодорожного комбината. С 1944 по 1946 год работал по направлению Иркутского обкома КПСС заместителем председателя исполкома окружного Совета в Усть-Орде. С 1946 по 1959 год — технолог лесной промышленности на Сахалине.
После выхода на пенсию в 1959 году приехал в родное село Талое. До конца жизни проработал луговодом, увлекался рационализаторством.